# Lízinka a Fricek
Lízinka a Fricek (ve francouzském originále Lischen et Fritzchen) je opereta (autoři ji žánrově označili jako „conversation alsacienne“, tedy alsaský rozhovor) o jednom dějství francouzského skladatele Jacquese Offenbacha na libreto Paula Boisselota, napsané pod pseudonymem Paul Dubois. Poprvé se hrála 21. července 1863 v Lázeňském sále (Kursaal) letoviska Bad Ems. V mírně pozměněné verzi pak měla premiéru v Offenbachově domovském divadle Théâtre des Bouffes-Parisiens 5. ledna 1864.

## Vznik a charakteristika

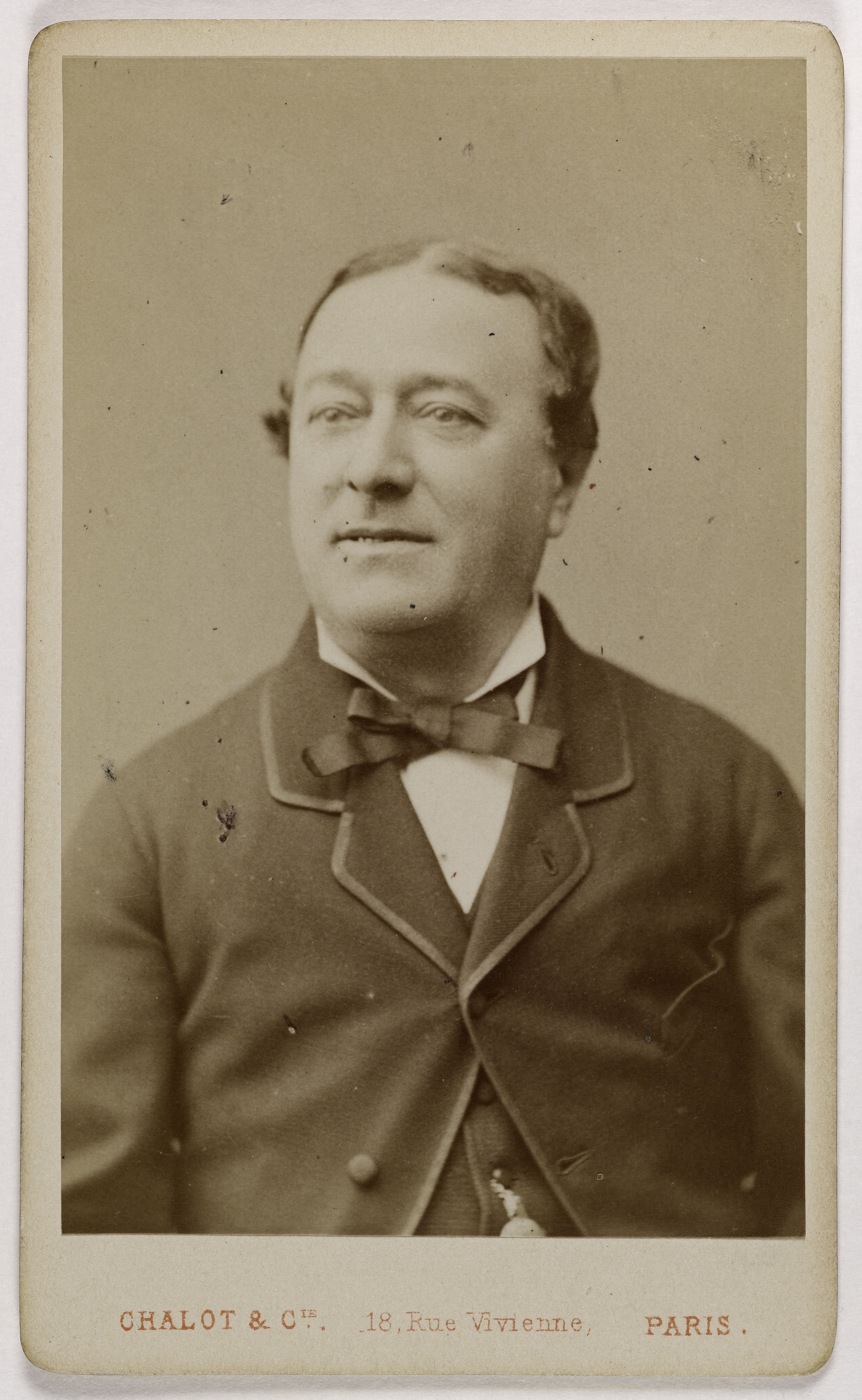
Autor libreta k Lízince a Frickovi, herec Paul Boisselot

Jacques Offenbach na přelomu 50. a 60. let trávíval část letní sezóny v tehdy proslulých mondénních lázních Bad Ems. Od roku 1858 tam také v létě působila část souboru jeho domovského divadla Théâtre des Bouffes-Parisiens a hrála některé méně náročné kusy ze svého repertoáru. Postupně Offenbach napsal i některá menší díla, která měla v Bad Ems přímo svou premiéru: roku 1862 první verze Tlachalů, 11. července 1863 Signor Fagotto a 21. července 1863 pak opereta Lízinka a Fricek. Podle legendy – šířené s Offenbachovou podporou – vznikla na základě sázky při večeři v hracím salonu, kdy prý se Offenbach zavázal za 1000 tolarů do osmi dnů napsat, zinstrumentovat a nazkoušet jednoaktovou operetu, bude-li mu do čtyřiadvaceti hodin dodáno libreto. To mu poskytl herec Paul (Paulin-Louis) Boisselot (1829–1905), který prý je pro všechny případy přivezl z Paříže.
Tato legenda však je podezřelá. V každém případě vznikla Lízinka a Fricek především jako prostředek k představení Offenbachova nového objevu, zpěvačky vystupující již dlouho v provinčních a kočovných divadlech, a to i v Offenbachových operetách, pod jménem Zulma Bouffar. Tu Offenbach potkal zřejmě v roce 1863 v Bad Homburgu a záhy se dvaadvacetiletá zpěvačka stala jeho milenkou. Její vystoupení v Bad Ems bylo jakousi zkouškou před angažmá v Bouffes-Parisiens. Role alsaské dívky Lízinky jí byla šita na tělo (Bouffarová sice nepocházela z Alsaska, díky dlouhému účinkování v Německu však dokázala přesvědčivě napodobit alsaský akcent). Fricka ztělesnil spolehlivý představitel menších rolí z Bouffes-Parisiens Jean-Paul (vl. jm. Émile Kauffmann). Lízinka a Fricek se v Bad Ems hráli v této sezóně dvakrát, v premiéře spolu s činoherní komedií Charlese Narreye Quand on a ses nerfs a podruhé 28. července spolu s Fortuniovou písní.
Divadlo Bouffes-Parisiens se během podzimu 1863 rekonstruovalo a otevřelo se znovu 5. ledna 1864. Zahajovacím programem byla úvodní scénka La Tradition s hudbou od Léa Delibese, zbytek pocházel z Offenbachova pera: dvě novinky, Lízinka a Fricek a Láska zpěvákem, napsaná pro druhou debutantku večera Irmu Marié, a na závěr Dva slepci – jejich uvedení připomínalo první otevření divadla roku 1855. Fricka tentokrát místo Jeana-Paula zpíval přední komik Bouffes-Parisiens Désiré a namísto „opérette“ jako v Bad Ems neslo celé dílo žánrové označení „conversation alsacienne“.
Operetu Lízinka a Fricek označil recenzent časopisu Revue et Gazette musicale de Paris za „improvizaci mistra, jednu z těch živých a přirozených inspirací, které z něj vycházejí téměř samovolně“. „Chápete, že takový kus se neanalyzuje,“ pokračoval, „je to několik scének dráždivého veselí, zmírněného naivní něžností: zasmějeme se od srdce, bez myšlenky setřeme slzu. Offenbach nenapsal nikdy nic přirozenějšího, nic ryzejšího.“ I kritik Gustave Bertrand v hudebním týdeníku Le Ménéstrel označil Lízinku a Fricka za jednu z Offenbachových nejlepších „partiturek“. Také deník Le Figaro shledával: „Je to svižné, je to zábavné, od Offenbacha schovaného za fagoty“. Zulma Bouffar obdržela největší aplaus, její čísla se o premiéře musela opakovat a i kritika její výkon z celého večera nejvíce vyzdvihla. Podle českého Offenbachova životopisce Miroslava Šulce však „hudební čísla rekapitulují jen standardní rutinu“.

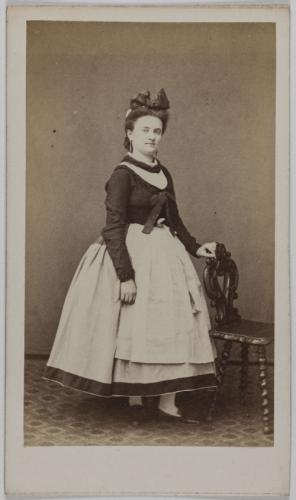
Zulma Bouffar v kástýmu Lízinky

Příběh vyprávěný libretem je sám o sobě prostý a sentimentální: dva mladí chudí lidé, kteří nepořídili v Paříži, se potkají na zpáteční cestě do rodného Alsaska a najdou v sobě zalíbení. Humor přináší zejména jazyková komika, neboť obě postavy hovoří silným alsaským nářečím. Skladateli příběh bezpochyby připomněl jeho obtížné začátky v Paříži i jeho potíže s německým přízvukem, kterého se nikdy zcela nezbavil. Skromná partitura obsahuje kromě předehry navozující atmosféru (která „je celá jako v polích; voní tymiánem a mateřídouškou“) jen pět čísel: vstupní písně obou hrdinů, duet o jejich rodném kraji, Lízinčin kuplet na téma známé La Fontainovy bajky „Krysa městská a krysa polní“ (Offenbach tuto bajku spolu s pěti dalšími zhudebnil již v roce 1842, avšak na jinou melodii) a finální duet. Až (zčásti) na finále slouží hudební čísla k charakteristice obou postav a neposunují děj kupředu, proto se také hodí pro samostatný život mimo rámec této operety. Nejslavnějším číslem se stal duet (č. 3) v rytmu francouzského valčíku „Je suis alsacienne“, který se stal hitem své doby. A to nejen v tanečních sálech, například v roce 1867 ho – vedle vážných operních árií – zpívala nejslavnější operní pěvkyně té doby Adelina Pattiová na zvláštním koncertě pro britskou královnu Viktorii.
V roce 1866 pracoval Offenbach na pokračování této operety pod názvem Le Mariage de Lischen (Lízinčina svatba), tentokrát na libreto Charlese Nuittera (vl. jm. Charles-Louis-Étienne Truinet), ze záměru však z neznámých důvodů sešlo – namísto toho vznikla Dovolenka po večerce.
Po smrti Jacquese Offenbacha v říjnu 1880 se 18. listopadu 1880 konal pamětní koncert z jeho díla pro pozvané v budově Théâtre national de l'Opéra-Comique (druhý sál Favart). Vedle úryvků z různých Offenbachových děl zahráli v jeho rámci Zulma Bouffar a tenor José Dupuis (rovněž častý představitel offenbachovských rolí) právě celou operetu Lízinka a Fricek.

## Inscenační historie

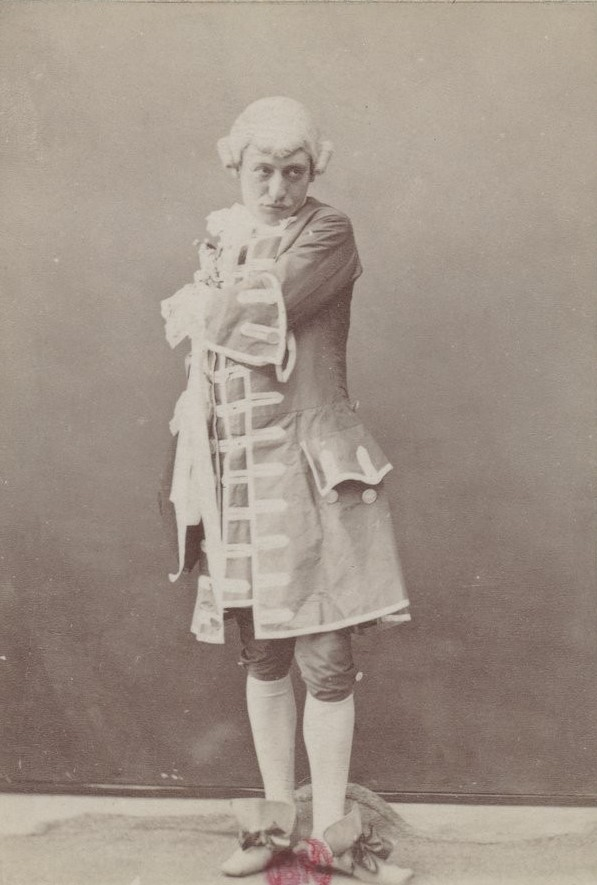
Herec Jean-Paul, první představitel Fricka

Divadlo Bouffes-Parisiens mělo Lízinku a Fricka dlouho na repertoáru a často je hrálo na svých zájezdech, například do Bad Ems nebo po prusko-rakouské válce v Baden-Badenu. Převzala je ovšem i jiná provinční divadla a hráli se na salónních zábavách, a to i v nejvyšších kruzích. Například 26. července 1864 hráli offenbachovský zpěvák první hodiny Jean Berthelier a jeho manželka Julienne Fraseyová Lízinku a Fricka v lázních Vichy pro vznešené obecenstvo čítající císaře, císařovnu a belgického krále.
Ve Vídni uvedlo Lízinku a Fricka poprvé 16. dubna 1864 divadlo Carltheater. Offenbach přivezl partituru v únoru osobně řediteli tohoto divadla Karlu Treumannovi. Německý překlad pořídil herec a spisovatel Henrion Poly (vl. jm. Leonhard Kohl von Kohlenegg, 1834–1875) pod názvem Französische Schwaben, tj. „Francouzští Švábové“. (Později se tento název používal jako alias vedle Fritzchen und Lischen, Lisle und Frisle, Liesl und Fritzl apod.; samotné Carltheater ji v obnovené inscenaci 27. června 1868 hrálo již pod názvem Lieschen und Fritzchen.). V premiéře hrál, vedle Anny Markové jako Lízinky, ředitel Treumann v úloze Fricka, ale pro zdravotní potíže další představení na měsíc odpadla a vrátila se s podstatnou změnou: role Fricka byla svěřena populární lokální zpěvačce Anně Grobeckerové. I tak měli Lízinka a Fricek „méně vřelé přijetí“ než současně hrané Offenbachovy operety Manžel za dveřmi a Čarovné housle.
V Berlíně (Friedrich-Wilhelmstädtisches Theater) Lízinku a Fricka představily 23. června 1864 v hostování vídeňské představitelky Anna Marková a Anna Grobeckerová. Následovala další německojazyčná divadla, například Temešvár říjen 1864, Štýrský Hradec 2. června 1866, Královec 23. ledna 1867, Basilej 11. března 1868, Linec 19. března 1868, Salcburk 8. ledna 1869, Innsbruck 2. prosince 1870, Lublaň 31. ledna 1874. Rovněž v Uhersku se Lízinka a Fricek hráli pouze v němčině; uvedlo je německé letní divadlo v Budíně 21. června 1866.
Jak ve Francii, tak v Německu (potažmo ve střední Evropě) se původně apolitický námět Lízinky a Fricka stal kontroverzním po prusko-francouzské válce, kdy bylo Alsasko přičleněno k Německu a otázka přináležitosti Alsaska a Lotrinska byla po následující tři čtvrtě staletí pro oba národy vysoce politickým tématem. To poznamenalo i recepci tohoto „alsaského rozhovoru“, který naznačoval úzký svazek této provincie s francouzskou metropolí. U obecenstva jiných národů tento podtext nehrál významnou roli.
V Polsku se tato opereta hrála pod názvem Lizka i Frycek zejména v Krakově (v letech 1886, 1887, 1889), ale také v Poznani (1897). Ruská premiéra se konala v Malém divadle v Moskvě 4. října 1868 v překladu Nikolaje Jefstafjeviče Vildeho (Karla Gustava von Wildenau) pod názvem Федичка и Лизочка.
Nizozemská premiéra se konala v Haagu roku 1872. V Dánsku patřila Lízinka a Fricek mezi nejoblíbenější operetní jednoaktovky. Poprvé ji uvedlo 26. listopadu 1864 kodaňské divadlo Casino v překladu Augusta Zincka pod názvem Fritz og Lise; do roku 1893 zde dosáhla 78 repríz. Na repertoáru ji měla i další kodaňská divadla (Alhambra 1868, Teatre Elysium 1876, Dagmarteatret 1883, Nørrebros Teater 1887 a 1898, Zrcadlový sál (Glassal) v Tivoli (1904), Røde Kro Teater (1917), Det intime Teater (1920), jakož i divadla v jiných městech (Aarhus 1869, Odense 1884, Fredriksberg 1895). Byla to mj. (vedle redukované verze Pan Karfiol si dovoluje pozvat) jediná Offenbachova opereta uvedená na ostrově Bornholmu, totiž v ochotnickém divadle Rønne Teater roku 1899. Premiéra ve finském jazyce se konala v Helsinkách 1. října 1897.

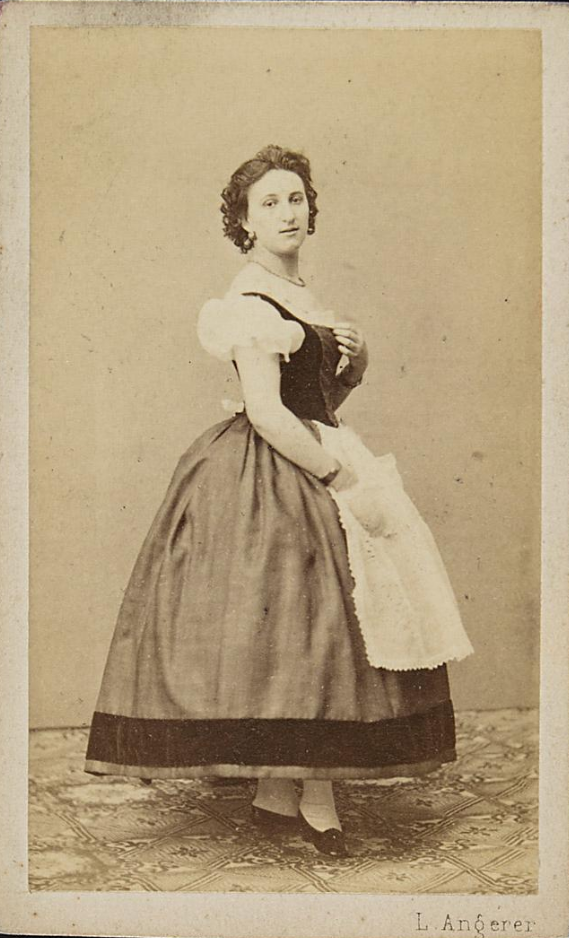
Anna Marková, první Lízinka ve Vídni

Ve Španělsku tuto operetu uvedlo poprvé roku 1923 madridské divadlo Teatro de la Comedia pod názvem Federiquito y Luisita. Pokud jde o Portugalsko, v roce 1868 uvedla tuto operetu poprvé v lisabonském divadle Teatro del Príncipe Real hostující francouzská společnost. V Itálii hrála Lízinku a Fricka v originále společnost francouzského divadelního podnikatele Eugèna Meynadiera, poprvé 3. ledna 1867 v malém turínském divadle Soirées Parisiennes. Roku 1874 odkoupilo práva pro Itálii od pařížského nakladatelství Brandus italské nakladatelství Sonzogno a v následujícím roce vydalo její partituru pod názvem Lischen und Fritzchen (společně s Dámami z tržnice). Poté se tato opereta hrála v italštině (např. roku 1878 poprvé v Neapoli v Tatro Sannazzaro).
Ve Velké Británii uvedlo Lízinku a Fricka pod názvem A Happy Result poprvé 3. listopadu 1865 divadlo zvané Gallery of Illustration podnikatele Thomase Germana Reeda. Zájem o tuto operetu obnovilo její uvedení při hostování francouzské divadelní společnosti v londýnském St. James's Theatre (premiéra 2. června 1868) – hlavní atrakcí tohoto zájezdu však byla představení Velkovévodkyně z Gerolsteinu s Hortense Schneiderovou. Svou inscenaci obnovila Reedova společnost, jinou verzi v překladu Wellingtona Guernseyho uvedlo 9. srpna 1869 londýnské Gaiety Theatre a ještě další se hrála v Covent Garden 27. prosince téhož roku v rámci vánoční pantomimy, kdy Lízinku a Fricka zpívali Julia Mathewsová a Wilford Morgan. I v následujících letech tvořila tato drobná opereta součást komponovaných varietních programů.
Ve Spojených státech amerických uvedla tuto operetu jako první French Opera Company H. I. Batemana v divadle Academy of Music, a to 25. června 1868. Lucile Tostée, jíž sekundoval Paul Dardignac, v ní zpívala na závěr svého amerického pobytu. V angličtině ji zpívali 8. října 1868 též Susan Galtonová a Thomas Whiffin ve Williamsburghu. Minstrelská skupina Edwina Kellyho a Victora Leona uvedla 15. března 1870 Leonovu anglickou adaptaci, v níž hrál Victor Leon roli Lízinky, a to nejprve pod názvem Lischen and Fritzchen, později též pod názvem The Alsatians. V New Yorku se hrála i v němčině (poprvé 26. května 1872).
V Austrálii hráli Lízinku a Fricka poprvé manželé Annette Hirstová a David Miranda v Royal Victoria Theatre v Sydney dne 9. března 1872. Později ji hrála rovněž činorodá společnost Williama Saurina Lystera a v roce 1878 ji v rámci svého australského a novozélandského turné představila zmíněná minstrelská skupina Kelly & Leon.
Tato jednoduchá scénka je dosud poměrně často příležitostně hrána, i když zejména drobnými nebo amatérskými divadly. Z moderních uvedení lze zmínit například inscenaci z roku 2014 v pařížském Petit Théâtre de Naples v podání souboru Les Délassements Lyriques.

### České země

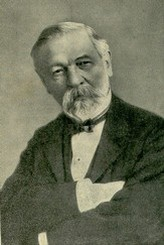
Heinrich Fiby (1834-1917), kapelník a ředitel hudební školy ve Znojmě

V českých zemích uvedlo Lízinku a Fricka aneb Francouzské Šváby poprvé městské divadlo ve Znojmě v polovině ledna 1865, jako benefici místního kapelníka Heinricha Fibyho; místní recenzent ocenil toto dílo jako „bohaté na melodické, lehké a uchu lahodící árie“ a pochválil i svědomité nastudování. Až se zpožděním je premiérovalo německé zemské divadlo v Praze 14. srpna 1869 ve svém letním působišti v Novoměstském divadle při příležitosti hostování sopranistky Friederiky Fischerové z Divadla na Vídeňce v roli Lízinky. Sporadicky se tato scénka hrála i v jiných divadlech, například 17. ledna 1889 v Městském divadle v Brně. Brněnský deník Tagesbote přitom poznamenal, že takové dílko vyžaduje „skutečně naivní obecenstvo a vynikající představitele“. Česky zdá se hrána nebyla.

## Osoby a první obsazení
| osoba              | hlasový obor             | světová premiéra (21.7.1863)                      | pařížská premiéra (5.1.1864)         | vídeňská premiéra (16.4.1864) | česká premiéra (leden 1865) |
| ------------------ | ------------------------ | ------------------------------------------------- | ------------------------------------ | ----------------------------- | --------------------------- |
| Lízinka (Lischen)  | soprán                   | Zulma Bouffar (vl. jm. Magdeleine Boufflar)       | Zulma Bouffar                        | Anna Marek                    | (sl.) Jessika               |
| Fricek (Fritzchen) | baryton / tenor (soprán) | Jean-Paul (vl. jm. Benjamin-Paul-Émile Kauffmann) | Désiré (vl. jm. Amable Courtecuisse) | Karl Treumann                 | (sl.) Wauer                 |
| Dirigent:          | Dirigent:                | Jacques Offenbach                                 | Jacques Offenbach                    | …                             | Heinrich Fiby               |

## Děj

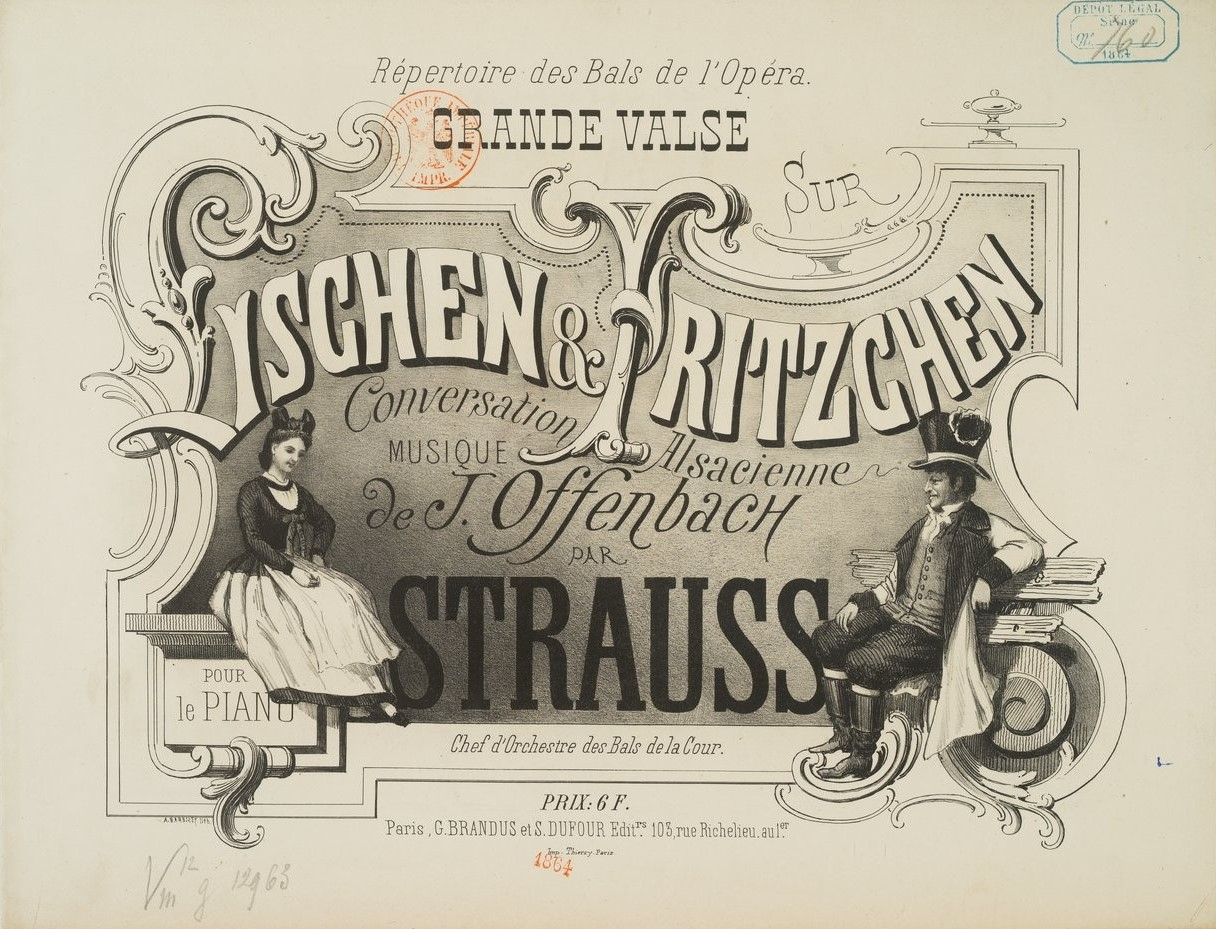
Titulní strana 'grande valse' na témata z Lízinky a Fricka od Isaaca Strausse s postavami Lízinky (Bouffar) a Fricka (Désiré)

(Rozcestí na venkově s vinným krámem) Fricek přichází se svým rancem a vzlyká – jeho pán jej vyhnal ze služby (č. 1 kuplet Me chasser, me forcer). Hlavním důvodem byl jeho alsaský přízvuk a nedorozumění, kterým uvedl svého pána v posměch před jeho snoubenkou. Teď se chce vrátit do rodné vsi za svým otcem a sestrou, které už deset let neviděl. Na cestu si ještě chce koupit (na účet bývalého pána) láhev vína.
Z druhé strany přichází Lízinka, prodavačka košťat. Písní představuje své zboží (č. 2 píseň P'tits balais, p'tits balais, je vends des tout p'tits balais). Jenže jejím obchodům se nevedlo ani v Paříži, ani mimo Paříž, i když by všude leccos potřebovali vymést. Jenže místo kupování si všichni jen dělali legraci z jejího alsaského přízvuku. Proto se vrací domů za svým otcem, od něhož nedávno dostala dopis, který však jako analfabetka neumí přečíst.
Fricek se vrací s lahví vína a dává se do řeči s Lízinkou. Jejich rozhovor se zprvu zvrtne v hádku, protože se každý domnívá, že ten druhý posměšně napodobuje alsaský přízvuk toho druhého. Tím větší radost oba mají, když zjistí, že jsou krajané (č. 3 duet Je suis alsacienne, je suis alsacien). Oba v sobě pomalu nalézají zalíbení, a protože se oba vracejí do Alsaska, rozhodnou se cestovat spolu. Nejprve spolu poobědvají. Lízinka má jen chléb a sýr, zato Fricek má pochoutky z pánova stolu; hodování však nervózně přeruší, když slyší zvuky loveckého roku. Ukáže se, že to není signál jeho pána, ale pro Lízinku je to příležitost připomenout La Fontainovu bajku o kryse městské a kryse polní (č. 4 bajka Un jour un rat de ville).
V dalším rozhovoru se ukáže, že jsou oba ze stejné vsi, a netrvá dlouho, než zjistí, že jsou dokonce bratr a sestra. Oba jsou rádi, že se potkali, Fricek – který doufal ve svazek jiného druhu – se však stává melancholickým a myslí, že se nemůže jen tak vrátit s Lízinkou k otci, ale musí se dále potloukat po světě a hledat své štěstí. Při loučení vypadne Lízince dopis od otce a Fricek ho umí přečíst. V něm otec Lízince sděluje, že není jeho vlastní dcerou, nýbrž nemanželskou dcerou jeho sestry, jíž se ujal. Tato novinka Fricka rozradostní tak, že se vrací k původnímu záměru, a oba se vydávají do rodné vsi (č. 5 finále a duet Quoi! Fritzchen, sans qu'il t'en coûte… De son côté chacun ira… Je suis alsacienne, je suis alsacien).

## Instrumentace
(Pařížská verze) Dvě flétny (2. též pikola), hoboj, dva klarinety, fagot; dva lesní rohy, dvě trubky, pozoun; tympány, bicí souprava; smyčcové nástroje (housle, violy, violoncella, kontrabasy).
(Vídeňská verze) Dvě flétny (2. též pikola), dva hoboje, dva klarinety, dva fagoty; dva lesní rohy, dvě trubky, tři pozouny; tympány, bicí souprava; smyčcové nástroje.

## Nahrávky
- 1948 (rozhlasová nahrávka, CD 2011 Cantus Classics VCACD 5.01375 F) Zpívají: (Lízinka) Maria Madlen Madsen, (Fricek) Willy Hofmann. Orchester des Frankfurter Rundfunks řídí Kurt Schröder (v němčině).
- 1970 (rozhlasová nahrávka, LP 1983 Bourg BG 2007, CD 2011 Bourg BGC 14) Zpívají (Lízinka) Lina Dachary, (Fricek) Joseph Peyron. Orchestre Lyrique de L'O.R.T.F. řídí Henry Gayral (ve francouzštině).[52]

Vedle toho byl vícekrát nahrán duet Je suis alsacienne, například na CD Anne Sofie von Otter sings Offenbach (Deutsche Grammophon 2002).